# San Isidro (Chiriquí)
San Isidro es un corregimiento del distrito de Bugaba, en la provincia de Chiriquí, República de Panamá. Fue fundado el 14 de febrero de  2018 segregado del corregimiento Aserrío de Gariché. Su cabecera es San Isidro.